# Le Sage du ghetto
Le Sage du ghetto est le deuxième album publié dans la série Donjon Parade de la saga Donjon, numéroté 2, dessiné par Manu Larcenet, écrit par Lewis Trondheim et Joann Sfar, mis en couleur par Walter et publié en septembre 2001.

## Résumé
Le donjon est devenu un musée. Marvin est un des guides et lors d'une visite guidée, il trouve une lampe magique. En la frottant, il découvre un génie aux mille vœux. Cependant, celui-ci en a déjà réalisé 999 et il ne lui en reste qu'un. Marvin va voir le Maître du Donjon pour savoir quel vœu il faut réaliser. Ce dernier lui dit d'aller voir le sage Mattathias, dans le duché de Clérembard qui saura le conseiller...